# Disaccaridi
I disaccaridi sono composti chimici organici della famiglia dei glucidi, o zuccheri, oppure carboidrati (cioè "idrati del carbonio") semplici. I disaccaridi sono la classe più semplice ed importante degli oligosaccaridi, largamente studiati nelle scienze della alimentazione e nel metabolismo animale.
Un disaccaride si forma quando due monosaccaridi condensano tra loro, il primo con l'ossidrile emiacetalico, il secondo con uno qualsiasi dei suoi ossidrili, eliminando una molecola d'acqua. La condensazione è acido-catalizzata o enzimatica. Chimicamente un disaccaride è un acetale, ed il legame che si forma è un legame acetalico, comunemente chiamato O-glicosidico.
A differenza degli emiacetali, gli acetali non sono in equilibrio con i reagenti, e pertanto il legame acetalico è stabile, anche ai comuni reagenti ossidanti utilizzati per il riconoscimento della funzione aldeidica o chetonica dei monosaccaridi. Tuttavia i disaccaridi sono facilmente idrolizzati in catalisi acida (con un meccanismo inverso a quello della loro condensazione), oppure enzimatica.
La formula generale di un disaccaride (diesoso) è C12H22O11.
Il loro aspetto e le caratteristiche fisiche sono simili a quelle degli esosi, sono infatti solidi bianchi, cristallini, di sapore dolce e facilmente solubili in acqua.

## Struttura e proprietà dei disaccaridi
Diversi sono i parametri di cui va tenuto conto nella formazione di un disaccaride per condensazione dei monosaccaridi:
- la natura dei monosaccaridi (glucosio, mannosio, galattosio, fruttosio sono i più comuni);
- la serie sterica delle unità (la stragrande maggioranza delle unità sono della serie D, ma talvolta si incontrano monosaccaridi condensati della serie L);
- la topologia di entrambi i cicli, in genere a sei (piranosidica) o cinque atomi (furanosidica);
- la sequenza di condensazione, ovvero quale monosaccaride funge da nucleofilo e quale da elettrofilo (questo parametro non opera se le unità sono identiche o se il disaccaride non è riducente, vide infra);
- la regiochimica di condensazione, ovvero le posizioni di entrambi gli OH nella formazione del legame acetalico;
- la stereochimica di condensazione, ovvero la configurazione di almeno un OH emiacetalico nella formazione del legame acetalico;

Il cooperare di questi parametri, pur partendo da pochi monosaccaridi, dà luogo potenzialmente a una impressionante moltitudine di disaccaridi isomeri.
Inoltre i disaccaridi, per possedere proprietà riducenti devono avere, come i monosaccaridi, il gruppo aldeidico o gruppo chetonico di un'unità potenzialmente libero (legame emiacetalico). Il maltosio, il lattosio e il cellobiosio sono zuccheri riducenti, il saccarosio non lo è.

## Esempi
I più importanti disaccaridi sono denominati e schematizzati qua di seguito (in parentesi sono indicate regio- e stereochimica del legame glicosidico):
- saccarosio, ovvero glucopiranosil(1α – 2'β)fruttofuranosile [oppure fruttofuranosil(2β – 1'α)glucopiranosile] (non riducente)
- maltosio, ovvero glucopiranosil(1α – 4')glucopiranosio (riducente)
- lattosio, ovvero galattopiranosil(1β – 4')glucopiranosio (riducente)
- trealosio, ovvero glucopiranosil(1α – 1'α)glucopiranosile (non riducente)
- gentiobiosio, ovvero glucopiranosil(1β – 6')glucopiranosio (riducente)
- cellobiosio, ovvero glucopiranosil(1β – 4')glucopiranosio (riducente)

Come per i monosaccaridi, anche dei disaccaridi riducenti esistono allo stato cristallino entrambi gli epimeri emiacetalici 1'α e 1'β (denominati anomeri).